# Список серій аніме «Mushoku Tensei»
Реінкарнація безробітного —  японський аніме-серіал, створений на основі серії ранобе авторства Ріфуджіна на Магоноте з тією ж назвою. Сюжет розповідає про безробітного та безнадійного чоловіка, який помирає після сумного і самотнього життя, але реінкарнується у фантастичному світі зберігши свої спогади. Він вирішує використати свій другий шанс, щоб насолоджуватися життям без жалю як Рудеус ґрейрат.
Перший сезон був зрежисований Манабу Окамото та анімований студією Studio Bind. Дизайн персонажів виконав Кадзутака Суґіяма, а музичний супровід створив Йошіакі Фуджісава. За виробництво відповідає Egg Firm. Серіал спочатку планували випустити у 2020 році, але його прем'єра була перенесена на січень 2021 року. Перша частина транслювалася з 11 січня до 22 березня 2021 року на каналах Tokyo MX, KBS, BS11 та SUN. Другу частину спочатку планували випустити у липні 2021 року, але її прем’єра була перенесена на жовтень 2021 року. Друга частина виходила в ефір з 4 жовтня по 20 грудня 2021 року. Сезон складався з 23 епізодів. Toho Animation випустила обидві частини першого сезону на Blu-ray у 4 томах, перший з яких вийшов у квітні 2021 року. Четвертий том сезону Blu-ray вийшов у березні 2022 року та включав бонусний епізод оригінальної відеоанімації (OVA).
У березні 2022 року було оголошено, що другий сезон отримав «зелене світло». Сезон був зрежисований Хірокі Хірано, сценарії контролював Тошія Оно, а дизайном персонажів займалася Санае Шімада. Другий сезон складався з 25 епізодів і транслювався у форматі двох частин. Перша частина виходила з 3 липня по 25 вересня 2023 року, а друга — з 8 квітня по 1 липня 2024 року. Другий сезон був випущений на Blu-ray у чотирьох томах у Японії з жовтня 2023 року до вересня 2024 року.
Третій сезон було анонсовано після виходу фінального епізоду другого сезону.

## Огляд серії
| Сезон | Епізоди | Епізоди | Оригінальний показ | Оригінальний показ |
| Сезон | Епізоди | Епізоди | Перший показ       | Останній показ     |
| ----- | ------- | ------- | ------------------ | ------------------ |
| 1     | 23      | 11      | 11 січня 2021      | 22 березня 2021    |
| 1     | 23      | 12      | 4 жовтня 2021      | 20 грудня 2021     |
| 2     | 25      | 13      | 3 липня 2023       | 25 вересня 2023    |
| 2     | 25      | 12      | 8 квітня 2024      | 1 липня 2024       |

## Сезон 1
| Частина 1 |    | |                                                                           |                                                  |                                               |                   |
| 1 | 1  | «Реінкарнація безробітнього» Транслітерація: «Mushoku Tensei» (яп. 無職転生)                                    | Хірокі Хірано Манабу Окамото                                              | Манабу Окамото                                   | Казутака Сугіяма                              | 11 січня 2021     |
| Безробітний японський чоловік перероджується в фентезійному світі як Рудеус, син мечника Пола та цілительки Зеніт. Зі спогадами про минуле життя, він швидко вчиться читати та практикувати магію. Батьки наймають чарівницю Роксі Міґурдію його вчителькою. Роксі спочатку сумнівається через його юний вік, але, побачивши його миттєве володіння магією, розуміє його потенціал. Рудеус обіцяє наполегливо працювати, щоб гідно скористатися своїм другим шансом на щасливе життя. |    | |                                                                           |                                                  |                                               |                   |
| 2 | 2  | «Майстер» Транслітерація: «Shishō» (яп. 師匠)                                                                   | Хірокі Хірано Манабу Окамото & Хірокі Хірано                              | Манабу Окамото                                   | Йошіко Сайто                                  | 18 січня 2021     |
| Рудеус згадує своє минуле життя, коли його вигнали з дому, і він загинув під колесами вантажівки, намагаючись врятувати підлітків. Кілька місяців він тренує магію з Роксі. На п'ятиріччя Роксі оголошує, що більше нічого не може його навчити і проведе випускний іспит. Наступного дня Рудеус вперше покидає дім з Роксі. Він хвилюється через минулу травму цькування в школі, що зробило його затворником. Проте він долає це, побачивши, як Роксі добре порозумілася з селянами, незважаючи на упередження через її демонічне походження. На іспиті Рудеус викликає потужну грозу, і Роксі оголошує, що він склав. Потім Роксі вирушає далі, а Рудеус дякує їй за все. |    | |                                                                           |                                                  |                                               |                   |
| 3 | 3  | «Друг» Транслітерація: «Tomodachi» (яп. 友達)                                                                   | Чіакі Одзі Манабу Окамото & Чіакі Одзі                                    | Хірокі Хірано                                    | Йошіко Сайто                                  | 25 січня 2021     |
| Поборовши страх виходити з дому завдяки Роксі, Рудеус починає гратися на вулиці. Він рятує напівельфійську дитину, яку вважає хлопчиком Сильфом, від хуліганів. Сильф стає його другом і вчиться у нього магії, виявляючи здатність чаклувати без заклинань. Через пів року Рудеус приводить Сильфа додому під час грози та силою знімає з нього одяг, щоб разом прийняти ванну. Проте він дізнається, що Сильф — дівчинка, чиє повне ім'я — Сильфієтта. Попри вибачення Рудеуса, Сильфієтта починає його уникати. Згодом Сильфієтта підходить до Рудеуса, і вони миряться, а Рудеус вирішує цінувати свого першого справжнього друга в новому житті. |    | |                                                                           |                                                  |                                               |                   |
| 4 | 4  | «Екстрені сімейні збори» Транслітерація: «Kinkyū Kazoku Kaigi» (яп. 緊急家族会議)                               | Нао Мійоші & Асахі Ока Хірокі Хірано                                      | Манабу Окамото                                   | N/A                                           | 1 лютого 2021     |
| Зеніт знову вагітна, родина Грейратів щаслива. Проте їх радість минає, коли покоївка Лілія зізнається у вагітності від Пола. Рудеус переконує Зеніт пробачити Лілію, взявши всю вину на Пола, хоча знає, що Лілія його спокусила. Це приносить йому вдячність і вірність Лілії. Зеніт народжує Норн, а Лілія — Айшу. Рудеус думає про навчання в Ранойській університеті магії за порадою Роксі, але Сильфієтта не хоче його відпускати. Він вирішує знайти роботу, щоб оплатити і її навчання. Згодом батьки доручають Рудеуса своїй подрузі, звіролюдині Гіслейн Дедолдії, яка покидає село разом з ним. |    | |                                                                           |                                                  |                                               |                   |
| 5 | 5  | «Молода дівчина і насильство» Транслітерація: «Ojōsama to Bōryoku» (яп. お嬢様と暴力)                           | Хіроюкі Такашіма                                                          | Манабу Окамото                                   | Йошіко Сайто                                  | 8 лютого 2021     |
| Поки Гіслейн та Рудеус покидають село, він читає листа від Пола, де той повідомляє про знайдену для нього роботу репетитором, щоб оплатити його та навчання Сильфієтти. Проте Пол забороняє йому повертатися додому або зустрічатися з Сильфієттою протягом наступних п'яти років. У місті Роа Рудеус зустрічає свого роботодавця, Філіпа Бореаса Грейрата, мера Роа та двоюрідного брата його батька, і отримує завдання навчати доньку Філіпа, Еріс. Однак, коли Рудеус знайомиться з Еріс, вона поводиться вороже. Впевнений, що Еріс його не слухатиме, Рудеус розробляє план завоювання її довіри, інсценувавши їх викрадення за згодою її батька. Рудеуса та Еріс викрадають, і, переконавши її співпрацювати, він використовує магію, щоб втекти з нею. У Роа Рудеус дізнається, що один із слуг Філіпа співпрацює з їхніми викрадачами, які скористалися його планом, щоб влаштувати справжнє викрадення. Рудеус бореться з викрадачами, щоб захистити Еріс, поки Гіслейн не приходить на допомогу, вбиваючи злочинців та заарештовуючи слугу. Після повернення додому Еріс приймає Рудеуса як свого вчителя, і він починає жити в її будинку.                                                                                       |    | |                                                                           |                                                  |                                               |                   |
| 6 | 6  | «Вихідний день у Роа» Транслітерація: «Roa no Kyūjitsu» (яп. ロアの休日)                                        | Міхіро Ямагучі, Такахіро Тамано, Орі Ясукава & Хірокі Хірано Кадзуя Айура | Хірокі Хірано                                    | Міячі                                         | 15 лютого 2021    |
| Філіп дякує Рудеусу за захист Еріс і застерігає не розголошувати його зв'язки з родиною Грейратів, щоб уникнути повторних нападів. Гіслейн навчає Еріс та Рудеуса фехтування, а Рудеус навчає їх магії, грамотності та математики. Еріс часто пропускає заняття через нудьгу, тому Рудеус дає їй один вихідний на тиждень для заохочення. Під час прогулянки містом Еріс намагається купити Рудеусу дорогу книгу, але він відмовляється, пояснюючи, що вона не може робити подарунки без власних грошей, і пропонує їй попросити у батька кишенькові гроші. Отримавши гроші, Еріс дарує Рудеусу флакон, який його раніше зацікавив, ставлячи його в незручне становище, оскільки він боїться зізнатися їй та Гіслейн, що це насправді афродизіак. |    | |                                                                           |                                                  |                                               |                   |
| 7 | 7  | «Що лежить за межами зусиль» Транслітерація: «Doryoku no Saki ni Aru Mono» (яп. 努力の先にあるもの)             | Кацуя Шігехара                                                            | Манабу Окамото & Хірохіса Сайто                  | Йошіко Сайто                                  | 22 лютого 2021    |
| Напередодні десятиріччя Еріс Рудеус дозволяє її вчительці танців займати частину його розкладу, щоб допомогти їй покращитися. Він використовує звільнений час для вивчення іноземних мов. Попри це, Еріс майже не прогресує в танцях і хоче здатися, але Рудеус заохочує її та починає допомагати з уроками. Рудеус досягає певних успіхів у вивченні мов за допомогою Гіслейн та Роксі, але Еріс не покращується. На вечірці вона не може станцювати з іншим дворянином. Рудеус втручається і успішно танцює з Еріс, порадивши їй використовувати деякі бойові навички в рухах. Після вечірки Рудеус зустрічає діда Еріс, Сауроса, який бачить дивну світлову кулю в небі та побоюється, що це може бути поганим знаком. |    | |                                                                           |                                                  |                                               |                   |
| 8 | 8  | «Поворотний момент 1» Транслітерація: «Tāningu Pointo Ichi» (яп. ターニングポイント１)                          | Тенпей Мішіо                                                              | Манабу Окамото & Хірохіса Сайто                  | Мізукі Такахаші                               | 1 березня 2021    |
| Через два роки Еріс та її родина влаштовують вечірку на честь дня народження Рудеуса, який спочатку розчарований відсутністю своєї сім'ї через збільшення активності монстрів у країні. Рудеусу дарують високоякісний магічний посох, а Філіп висловлює бажання одружити його з Еріс і зробити своїм наступником, але Рудеус відмовляє. Пізніше вночі Рудеус здивований, побачивши Еріс у своїй кімнаті. Він намагається вступити з нею в сексуальний контакт, але вона відштовхує його. Усвідомивши свою помилку, Рудеус вибачається перед Еріс, яка його прощає. Через кілька днів у небі утворюється величезна хмара мани, і легендарний герой Перугіус Дола посилає свого помічника Аруманфі розслідувати це. Підозрюючи, що Рудеус, який практикувався зі своїм новим посохом разом з Еріс та Гіслейн, може бути причетний до появи хмари, Аруманфі нападає на нього, але Гіслейн захищає Рудеуса і підтверджує його невинність, коли їх огортає потужний спалах світла. |    | |                                                                           |                                                  |                                               |                   |
| 9 | 9  | «Випадкова зустріч» Транслітерація: «Kaikō» (яп. 邂逅)                                                          | Такахіро Тамано & Хірокі Хірано Ацуші Кобаяші                             | Хірокі Хірано                                    | Міяко Нішіда                                  | 8 березня 2021    |
| Уві сні Рудеус у своєму минулому образі ненадовго зустрічає невловиму істоту, відому як Людина-Бог, яка наказує йому довіряти та допомагати чоловікові, який його врятував. Прокинувшись у своєму теперішньому тілі, він дізнається, що вони з Еріс опинилися посеред Континенту Демонів і були врятовані Руджердом Супердіа, членом жахливої раси Супердів, який стає їхнім другом і обіцяє провести їх додому. Руджерд приводить Рудеуса та Еріс до сусіднього села Міґурдія, батьківщини Роксі. Під час їхнього перебування Рудеус дізнається від Руджерда, що погана слава його племені походить від проклятих списів, які вони отримали від Бога-Демона Лапласа, що перетворило їх на бездумних убивць, і що спис, який він має, належав його синові, чия смерть від його рук повернула йому розум. Зворушений рішучістю Руджерда очистити ім'я своєї раси, Рудеус вирішує допомогти йому, і тріо вирушає з села, щоб розпочати свою подорож через Континент Демонів. |    | |                                                                           |                                                  |                                               |                   |
| 10 | 10 | «Цінність життя і перша робота» Транслітерація: «Hito no Inochi to Hatsu Shigoto» (яп. 人の命と初仕事)          | Хірокі Хірано & Орі Ясукава Шізутака Сугавара & Хірокі Хірано             | Манабу Окамото & Хірохіса Сайто                  | Міячі& Йошіко Сайто                           | 15 березня 2021   |
| Рудеус, Еріс та Руджерд прибувають до міста Рікарісу. Щоб Руджерд міг без проблем увійти до міста, Рудеус фарбує йому волосся і представляє як члена племені Міґурдія. Вони стають офіційною групою авантюристів під назвою "Тупик", але їхній статус новачків не дозволяє їм брати вигідні завдання. За порадою Людини-Бога, Рудеус береться за пошук зниклого домашнього улюбленця, що приводить їх до іншої групи авантюристів, які викрадають тварин, щоб отримати винагороду за їхнє "знаходження". Після перемоги над викрадачами Рудеус намагається їх допитати, але один з них б'є його, що змушує Руджерда миттєво вбити нападника. Рудеус докоряє Руджерду і забороняє йому вбивати знову. Скориставшись вищим рангом викрадачів, Рудеус змушує їх брати високооплачувані завдання для їхньої власної групи, одночасно допомагаючи покращити їхню репутацію. |    | |                                                                           |                                                  |                                               |                   |
| 11 | 11 | «Діти та воїни» Транслітерація: «Kodomo to Senshi» (яп. 子供と戦士)                                             | Шінго Фуджіі                                                              | Мунео Накамото                                   | Мізукі Такахаші                               | 22 березня 2021   |
| Після сплеску мани у Фітоа зникли всі члени родини Пола, окрім Норн, і він просить своїх знайомих організувати пошукові загони. Тим часом, виконуючи завдання, група Рудеуса шукає загадкового монстра посеред лісу. Вони зустрічають ще дві групи, які також шукають цю істоту. На одну з груп нападають монстри, але Рудеус вирішує почекати, що призводить до загибелі одного з авантюристів. Монстр, якого вони шукають, нападає та вбиває іншу групу, перш ніж Рудеус і його товариші вбивають його. У Рікарісу до Рудеуса підходить інший авантюрист, який розкриває його схему з отриманням високорангових завдань і намагається шантажувати його. Зворушений рішучістю Рудеуса захистити Еріс, Руджерд скидає маскування, показуючи себе як Суперда, і погрожує вбити авантюриста, якщо той розкриє їхній секрет. Після виходу з міста Рудеус мириться з Руджердом. Рудеус продовжує подорожувати з Еріс та Руджердом до прибережного міста на краю Континенту Демонів, не підозрюючи, що Роксі також прибуває на континент у його пошуках у супроводі двох колишніх товаришів Пола. |    | |                                                                           |                                                  |                                               |                   |
| Частина 2 |    | |                                                                           |                                                  |                                               |                   |
| 12 | 12 | «Жінка з очима демона» Транслітерація: «Magan o Motsu Onna» (яп. 魔眼を持つ女)                                  | Фуміакі Катаока Ацуші Кобаяші                                             | Кохей Урушібара                                  | Мізукі Такахаші & Міячі                       | 4 жовтня 2021     |
| Рудеус та його група нарешті прибувають до прибережного портового міста, одночасно з Роксі та її супутниками, які припливли на човні, але обидві групи не зустрічаються. На жаль, Рудеус та Еріс дізнаються, що Руджерд — Суперд, тому плата за його проїзд кораблем через океан занадто висока для них. У пошуках рішення Рудеус знову контактує з Людиною-Богом, який наказує йому купити їжу в певному місці, де він натрапляє на голодну бездомну і годує її. Бездомна виявляється переродженою Імператрицею Демонів Кішірікою Кішірісу, яка нагороджує його Демонічним Оком, що дозволяє бачити на кілька секунд у майбутнє. Рудеус використовує цю силу, щоб врятувати чоловіка від небезпеки. Звикнувши до нової здібності, Рудеус вирішує продати свій посох, щоб отримати достатньо грошей на квиток для Руджерда, але сам Руджерд відмовляє його від цього, вказуючи, що це засмутить Еріс. Потім з'являється чоловік, якого врятував Рудеус, і представляється як Галлус Клінер. |    | |                                                                           |                                                  |                                               |                   |
| 13 | 13 | «Пропущені зв'язки» Транслітерація: «Surechigai» (яп. すれ違い)                                                 | Йошіцугу Кімура Хірокі Хірано                                             | Ацуші Такаяма                                    | Йошіко Сайто & Мізукі Такахаші                | 11 жовтня 2021    |
| Роксі та її супутники, Талханд і Еліналіз, починають обшукувати місто в пошуках будь-яких слідів зниклої родини Пола, включно з Рудеусом. На жаль, оскільки Рудеус подорожує під псевдонімом, Роксі не здогадується, що він у тому ж місті. Під час огляду міста Роксі натрапляє на спаринг Еріс та Руджерда, але тікає, вважаючи їх обох Супердами. Не знайшовши жодної інформації, Роксі та її група вирушають до наступного міста. Тим часом Рудеус та його група можуть покинути місто морем після того, як Галлус допомагає таємно провезти Руджерда на корабель в обмін на "звільнення" Рудеусом деяких товарів для нього в порту Зант. Діставшись Занту, Рудеус прямує до схованки контрабандистів, де дізнається, що він повинен звільнити дітей-звірів, яких утримують у полоні. Руджерд вбиває всіх контрабандистів і супроводжує дітей у безпечне місце, а Рудеус залишається, щоб звільнити чарівного пса. Проте на нього влаштовують засідку та захоплюють двоє звіролюдей, які також шукали дітей та їхнього Священного Звіра. Помилково вважаючи Рудеуса одним із контрабандистів, вони відводять його до свого села для допиту.                                                                                              |    | |                                                                           |                                                  |                                               |                   |
| 14 | 14 | «Безкоштовних обідів не буває» Транслітерація: «Tada yori Takai Mono wa Nai» (яп. 只より高いものはない)         | Йошінобу Токумото                                                         | Хірохіса Сайто, Кохей Урушібара & Манабу Окамото | Йошіко Сайто                                  | 18 жовтня 2021    |
| Рудеуса ув'язнюють у селі Долдія, пізніше до нього приєднується інший ув'язнений-людина, шахрай на ім'я Ґіз. Через кілька днів на село нападають контрабандисти, щоб викрасти дітей-звірів, і Рудеус з Ґізом звільняються та допомагають селянам. Разом вони перемагають усіх ворогів, крім Галлуса, який виявляється головою контрабандистського угруповання, що обдурив Рудеуса, щоб використати Руджерда як відволікання для виманювання воїнів села. Галлус перемагає Ґіза та вбиває двох його людей. Розуміючи, що Галлус занадто сильний, щоб впоратися з ним наодинці, Рудеус думає дозволити йому втекти, поки не прибуває Священний Звір на допомогу, і всі разом перемагають його. Після битви Рудеус возз'єднується з Еріс та Руджердом, які пояснюють, що затрималися, допомагаючи долдійцям знищити залишки контрабандистського угруповання. Селяни вибачаються за помилкове звинувачення Рудеуса та дякують йому за допомогу. Тим часом у Фітоа діда Еріс звинувачують у ситуації в місті після сплеску мани, позбавляють посади та страчують перед королем. |    | |                                                                           |                                                  |                                               |                   |
| 15 | 15 | «Повільне життя в селі Долдія» Транслітерація: «Dorudia Mura no Surō Raifu» (яп. ドルディア村のスローライフ)    | Кацуя Шігехара                                                            | Хірохіса Сайто, Кохей Урушібара & Манабу Окамото | Мізукі Такахаші                               | 25 жовтня 2021    |
| З початком сезону дощів Рудеус та його група змушені залишатися в селі Долдія на наступні три місяці. За цей час Еріс заприятелює з деякими дітьми-звірами, зокрема з Тоною, донькою Ґіза, яка є найкращою воїтелькою села. Однак, коли згадується ім'я Гіслейни, це викликає негативну реакцію у Ґіза, який розповідає, що Гіслейна — його молодша сестра, яка давно покинула село і вважається зрадницею за відмову стати охоронцем села. Це пробуджує у Тони інтерес до навчання фехтуванню, і Еріс охоче стає її наставницею. Через три місяці, після закінчення дощів, Рудеус та його група готуються до від'їзду. Тона не хоче, щоб Еріс їхала, і через це вони сваряться. Ґізу вдається переконати її вибачитися, розповівши, що Гіслейна була дуже бунтівною в молодості, і село дозволило забрати її авантюристу, щоб позбутися її. Він шкодує, що дозволив Гіслейн піти, не спробувавши її зрозуміти. Рудеус та його група вирушають до Святої Країни Мілліс, а Ґіз їде з ними попутником. |    | |                                                                           |                                                  |                                               |                   |
| 16 | 16 | «Сімейна сварка» Транслітерація: «Oyako Genka» (яп. 親子げんか)                                                 | Мічіру Ітабісаші Йошінобу Токумото & Тацуюкі Нагаї                        | Кохей Урушібара                                  | Міячі                                         | 1 листопада 2021  |
| Група дістається столиці Мілліса, Міллішіона. Ґіз прощається з ними, а Рудеус вирішує дати всім вихідний. Проте Рудеус помічає, що, схоже, відбувається викрадення, і слідкує за викрадачами. Він протистоїть їм і з подивом бачить, що їхній лідер — Пол. Пол пояснює, що їхнє рідне село постраждало від телепортаційної катастрофи, і він з групою останні півтора року розшукував зниклих селян та їхні родини. Коли Рудеус розповідає Полові про свою подорож з Континенту Демонів, Пол запитує, чому Рудеус ніколи не намагався написати додому чи навіть подумати про інших жертв катастрофи, на що Рудеус не має відповіді. Між ними спалахує бійка, яку зупиняє лише втручання Норн. Зневажливе ставлення групи Пола викликає у Рудеуса спогади про зневагу в його минулому житті, і він тікає. Побачивши поганий настрій Рудеуса, Еріс усіляко намагається його підбадьорити, за що він їй вдячний. |    | |                                                                           |                                                  |                                               |                   |
| 17 | 17 | «Возз'єднання» Транслітерація: «Saikai» (яп. 再会)                                                              | Хіроюкі Такашіма Тацуюкі Нагаї                                            | Мунео Накамото                                   | Йошіко Сайто                                  | 8 листопада 2021  |
| Ґіз відвідує Пола, зізнаючись, що є членом його групи, і заохочує його помиритися з Рудеусом, нагадуючи, що Рудеус все ще дитина. Полові сняться кошмари про те, що могло трапитися з Рудеусом, і він вирішує кинути пити. Наступного дня Рудеус і Пол знову зустрічаються. Хоча зустріч починається незручно, Рудеус розуміє, що Пол неправильно зрозумів його перші наміри і намагається вибачитися. Після щирої розмови вони зі сльозами на очах миряться. З цієї нагоди Рудеус повідомляє, що після того, як відвезе Еріс додому, він почне шукати решту своєї родини, попри те, що її сім'я все ще зникла. Після розставання з Рудеусом Пол дізнається від Ґіза, що той продовжить пошуки решти його родини, подорожуючи до місць, які вони ще не перевіряли. |    | |                                                                           |                                                  |                                               |                   |
| 18 | 18 | «Окремі подорожі» Транслітерація: «Sorezore no Tabi» (яп. それぞれの旅)                                         | Чіхіро Кумано Тайчі Юмемі                                                 | Ацуші Такаяма                                    | Мізукі Такахаші                               | 15 листопада 2021 |
| Поки Рудеус з групою перетинають море до Центрального Континенту, Роксі повертається до рідного села, де зустрічається з батьками. Все ще відчуваючи себе відірваною через нездатність використовувати телепатію для спілкування з односельцями, Роксі думає негайно піти, але передумує, усвідомивши, як сильно за нею сумували батьки. Роксі дізнається від батька й матері, що Рудеус відвідував їх два роки тому. З полегшенням, що він у безпеці, вона вирушає зі своїми супутниками, щоб продовжити пошуки решти його родини на Континенті Демонів. |    | |                                                                           |                                                  |                                               |                   |
| 19 | 19 | «Вибір шляху» Транслітерація: «Rūto Sentaku» (яп. ルート選択)                                                   | Йошінобу Токумото                                                         | Сігекадзу Кондо & Манабу Окамото                 | Йошіко Сайто                                  | 22 листопада 2021 |
| Рудеус знову зустрічає Людину-Бога, який підказує йому, як возз'єднатися з Лілією та Айшою. Прибувши до Королівства Широне, Рудеус надсилає листа Роксі, яка працює вчителькою в палаці, та рятує Айшу від переслідувачів. За порадою Людини-Бога, Рудеус не розкриває своєї особистості сестрі, яка вважає його збоченцем, знайшовши трусики Роксі, які Лілія в нього конфіскувала. Потім Рудеуса викликають до палацу на зустріч з Роксі, але він потрапляє в пастку, влаштовану сьомим принцом Широне, Паксом, який тримає Лілію в заручниках. Закоханий у Роксі, Пакс розкриває свій план використати Рудеуса як приманку, щоб її схопити. |    | |                                                                           |                                                  |                                               |                   |
| 20 | 20 | «Народження моєї молодшої сестри, покоївки» Транслітерація: «Imōto Jijo no Umareta Hi» (яп. 妹侍女の生まれた日) | Кацуя Шігехара                                                            | Сігекадзу Кондо & Манабу Окамото                 | Ко Ейне & Мізукі Такахаші                     | 29 листопада 2021 |
| У камері до Рудеуса приходить третій принц Широне, Заноба, який захоплюється його реалістичними скульптурами Роксі та Руджерда і хоче стати його учнем. Коли Рудеус пояснює, що лише Пакс може зняти печатку з його камери, Заноба обіцяє вирішити ситуацію. Тим часом охоронці Пакса таємно проводять Руджерда, Еріс та Айшу до палацу в обмін на порятунок їхніх родин, яких утримує Пакс. Заноба захоплює Пакса, а Айша розповідає, що Заноба — Благословенна Дитина, народжена з надлюдською силою і відома як Принц-Обезголовлювач. Заноба змушує Пакса звільнити Рудеуса, а охоронці Пакса відмовляються допомагати, щойно дізнаються про безпеку своїх родин. Після цього Лілію та Айшу готують до відправлення додому, Лілія повертає Рудеусу трусики Роксі та дає йому намисто, яке Сильфієтта зробила на його десятиріччя. Рудеус дарує Айші свій налобний протектор на згадку. Прощаючись, Айша вибачається перед Рудеусом за те, що назвала його збоченцем, зізнаючись, що весь цей час знала його справжню особу. Тим часом Пакса та Занобу висилають з Королівства Широне через скандал під приводом навчання за кордоном. |    | |                                                                           |                                                  |                                               |                   |
| 21 | 21 | «Поворотний момент 2» Транслітерація: «Tāningu Pointo Ni» (яп. ターニングポイント２)                            | Хіроюкі Такашіма                                                          | Сігекадзу Кондо & Манабу Окамото                 | Йошіко Сайто                                  | 6 грудня 2021     |
| Рудеус, Еріс та Руджерд продовжують свою подорож і зустрічають Орстеда, Бога-Дракона. Еріс та Руджерд охоплює жах, і вони не можуть зрушити з місця, але Рудеус, ігноруючи їхні застереження, розмовляє з ним. Орстед запитує Рудеуса про Людину-Бога і, вважаючи Рудеуса одним з його апостолів, нападає на нього. Руджерд та Еріс намагаються захистити Рудеуса, але Орстед легко їх перемагає і смертельно ранить Рудеуса. Вмираючи, Рудеус зустрічає Людину-Бога, який розповідає, що Орстед страждає від кількох проклять, зокрема від такого, що змушує всіх живих істот ірраціонально боятися його, але Рудеус чомусь не був під його впливом. Незважаючи на те, що Рудеус не знає справжніх намірів Людини-Бога, він дякує йому за допомогу. Замість смерті, Рудеус повертається до життя, де дізнається, що супутниця Орстеда, Нанахоші, заступилася за нього і переконала Орстеда врятувати йому життя та пощадити його перед тим, як вони пішли. |    | |                                                                           |                                                  |                                               |                   |
| 22 | 22 | «Мрії та реальність» Транслітерація: «Genjitsu (Yume)» (яп. 現実)                                               | Kai Hasako Хірокі Хірано                                                  | Ацуші Такаяма                                    | Нанако Ніномія                                | 13 грудня 2021    |
| Вночі Рудеус розповідає Руджерду про Людину-Бога та про те, що прокляття Супердів поступово зникає. Наступного дня група дістається руїн рідного міста Рудеуса, де він згадує своє раннє життя. Руджерд оголошує, що оскільки Рудеус та Еріс стали достатньо сильними і більше не потребують його захисту, він піде. Рудеус та Еріс прощаються з Руджердом і продовжують шлях до Роа, яке також лежить у руїнах. Там Еріс зустрічає Гіслейну та її слугу Альфонса. Однак Альфонс повідомляє, що батьки Еріс загинули внаслідок телепортаційного інциденту, а король стратив її діда. Альфонс також пояснює, що інша гілка родини Грейратів на чолі з лордом Пілемоном запропонувала Еріс одружитися з ними, щоб зберегти рід, хоча Гіслейна проти цього. Пізніше Рудеус знаходить підтвердження, що Сильфієтту не знайшли мертвою, але її місцезнаходження йому невідоме. Тієї ночі Еріс заходить до намету Рудеуса, і вони займаються сексом. Проте наступного ранку Рудеус прокидається і виявляє, що Еріс пішла з Гіслейном у невідомому напрямку, що залишає його засмученим і розгубленим. |    | |                                                                           |                                                  |                                               |                   |
| 23 | 23 | «Прокинься і зроби крок» Транслітерація: «Mezame, Ippo,» (яп. 目覚め、一歩、)                                   | Чіхіро Кумано Манабу Окамото                                              | Мунео Накамото & Ріфудзін на Маґоноте            | Йошіко Сайто, Хіроюкі Саїта & Мізукі Такахаші | 20 грудня 2021    |
| Рудеус впадає в депресію, його мучать спогади про минуле життя, де жорстоке цькування в школі травмувало його і зробило соціальним затворником. Тим часом Еріс вирушила у власну подорож з Гіслейном, щоб стати достатньо сильною для боротьби з Орстедом і захисту Рудеуса. Руджерд рятує подорожніх від звірів, заслуживши їхню похвалу, попри те, що розкрив їм свою особистість як Суперда. Заноба та Ґіз продовжують свої окремі подорожі, з теплотою згадуючи Рудеуса. Ґіз та Тона продовжують тренуватися разом у селі Долдія. Роксі зустрічає Кішіріку та допомагає їй сплатити величезний рахунок у барі. Вдячна Кішіріка використовує свої Демонічні Очі, щоб визначити місцезнаходження родини Рудеуса, показуючи, що Айша та Лілія благополучно возз'єдналися з Полом та Норн, а Зеніт знаходиться в Лабіринтовому Місті Рапан на континенті Бегарітт. Роксі та її група негайно готуються вирушити на континент Бегарітт, щоб врятувати її. Рудеус все ще в депресії, але після сну про Зеніт він згадує, що все ще має обов'язок знайти її, і долає свої комплекси, щоб продовжити подорож. В іншому місці Сильфієтта, яка жива і тепер має біле волосся, намагається переконати невідому групу прийняти Рудеуса до їхніх лав. |    | |                                                                           |                                                  |                                               |                   |

## Сезон 2
| Частина 1 |    | |                                                                      |                 |                         |                 |
| 24 | 0  | «Фіц» Транслітерація: «Shugo Jutsushi Fittsu» (яп. 守護術師フィッツ)                                                     | Хакарібіто Кецудзукі Хірокі Хірано, Юкіхіро Комаво & Макото Хірасава | Тошія Оно       | Айя Танака              | 3 липня 2023    |
| Після телепортаційної катастрофи Сильфієтта опиняється в палаці Королівства Асура, де ненавмисно вбиває монстра, що загрожував життю другої принцеси Аріель; в процесі волосся Сильфієтти стає з зеленого білим. Побачивши здібності Сильфієтти, Аріель, погрожуючи звинуваченням у незаконному проникненні, шантажує її, змушуючи стати однією зі своїх охоронців під псевдонімом «Фіц». Аріель таємно ворогує зі своїм братом Грабелем через спадкування трону Асури, а її найвідданішими прихильниками є її інший охоронець Люк та його батько, лорд Пілемон. Пізніше Аріель дізнається, що Сильфієтта страждає від кошмарів, пов'язаних із телепортаційною катастрофою, і Аріель зізнається, що її також мучать кошмари про власний ледь не смертельний досвід. Вони вирішують спати разом; тієї ночі Сильфієтта зриває замах на вбивство, організований Грабелем. Лорд Пілемон пропонує Аріель на деякий час поїхати на навчання за кордон заради її ж безпеки. Прийнявши цю ідею, Аріель звільняє Сильфієтту зі служби, але Сильфієтта, яка почала вважати Аріель другом і довіреною особою, вирішує залишитися з нею. |    | |                                                                      |                 |                         |                 |
| 25 | 1  | «Маг з розбитим серцем» Транслітерація: «Shitsui no Majutsushi» (яп. 失意の魔術師)                                       | Аюму Івано Хірокі Хірано                                             | Тошія Оно       | Айя Танака              | 10 липня 2023   |
| Після того, як Еріс покинула його, глибоко пригнічений Рудеус продовжує пошуки Зеніт, подорожуючи до далеких північних земель, згодом зупиняючись у герцогстві Башерант і офіційно розпускаючи групу «Тупик». Потребуючи грошей для продовження подорожей, він неохоче погоджується приєднатися до групи «Стріла Навпроти», що складається з бійців передньої лінії Сюзанни та Патріса, мага Тімоті, цілительки Мімір та лучниці Сари. Однак Сара не довіряє Рудеусу, і він постійно порівнює її з Еріс у своїй голові. Він супроводжує «Стрілу Навпроти» на завданні з убивства ведмедів грізлі, але ситуація загострюється, коли групу оточують ці звірі. Побачивши, як члени «Стріли Навпроти» борються за своє життя, Рудеус знову знаходить мотивацію жити та допомагає групі відбитися від ведмедів. Після повернення до міста Рудеуса приймають до «Стріли Навпроти». Усвідомивши, що він втратив не все і все ще має друзів та родину, на яких може розраховувати, як Роксі, Рудеус спалює пасмо волосся Еріс, яке зберігав на згадку. |    | |                                                                      |                 |                         |                 |
| 26 | 2  | «Ліс у темряві ночі» Транслітерація: «Mayonaka no Mori» (яп. 真夜中の森)                                                 | Нобуйоші Арай                                                        | Кохей Урушібара | Хун Чжи Сун             | 17 липня 2023   |
| Минає кілька місяців, і Рудеус здобуває славу та репутацію в Башеранті, сподіваючись, що звістка про його подвиги дійде до Зеніт або хтось знатиме про її місцезнаходження. Він вирішує супроводжувати «Стрілу Навпроти» в іншому завданні зі збору луски снігових драконів, але випадково натрапляє на іншу групу, «Східний Лідер», яка також полює на снігових драконів. Попри цю невдачу, «Стріла Навпроти» успішно завершує завдання та повертається до міста, де Сара переконує Рудеуса приєднатися до святкування їхньої перемоги. Однак під час святкування лідер «Східного Лідера», Солдат, у п'яному стані починає висловлюватись, заявляючи, що Рудеус, який, за його словами, стримує свою справжню силу, його сильно дратує. Наступного дня Рудеус дізнається, що Мімір загинула, а Сара зникла під час завдання, а решта «Стріли Навпроти» була змушена відступити через хуртовину. Він сам вирушає до сусіднього лісу, знаходить останки Мімір та рятує Сару. Після щирої подяки від Сари та «Стріли Навпроти», Рудеус відчуває катарсис і повертає більшість своїх втрачених емоцій. |    | |                                                                      |                 |                         |                 |
| 27 | 3  | «Несподіване зближення» Транслітерація: «Kyūsekkin» (яп. 急接近)                                                         | Саяка Цудзі Mie Оіші                                                 | Ацуші Такаяма   | Айя Танака              | 24 липня 2023   |
| Після порятунку Сара зближується з Рудеусом і зрештою запрошує його на побачення. Пізніше того ж вечора Сара фліртує з Рудеусом і натякає на свою готовність до сексу. Проте Рудеус виявляє, що страждає від еректильної дисфункції що змушує розчаровану Сару піти. Після цього збентежений Рудеус намагається втопити свій смуток у випивці та зривається на Солдата. Солдат, здогадавшись, що проблема Рудеуса полягає в його підсвідомих почуттях до Еріс, погоджується допомогти. Він веде Рудеуса до місцевого борделю, де одна з повій, Еліз, також не може його збудити; вона припускає, що Рудеус не може відчувати пристрасті, бо боїться відмови від жінок. Дорогою додому розчарований і п'яний Рудеус зривається, заявляючи, що йому не подобається Сара і він вважає її потворною. Сара випадково чує його тираду; розлючено протистоячи йому, вона б'є Рудеуса ляпасом, кажучи, що ніколи більше не хоче його бачити, перш ніж піти. Знову впавши в депресію, Рудеус майже одразу намагається вчинити самогубство, але Солдат, швидко оцінивши його відчай, зупиняє його і пропонує взяти з собою для зачистки лабіринту в сусідньому герцогстві Неріс. Тим часом Еліналіз, яка шукала Рудеуса, дізнається, що він вирушив на північ. |    | |                                                                      |                 |                         |                 |
| 28 | 4  | «Лист-запрошення» Транслітерація: «Suisenjō» (яп. 推薦状)                                                                | Йошіцугу Кімура Аяко Коно                                            | Тошія Оно       | N/A                     | 31 липня 2023   |
| Рудеус проводить наступні два роки в пригодах з групою Солдата, що завершується самостійним вбивством червоного дракона. Незабаром Еліналіз нарешті наздоганяє Рудеуса і повідомляє йому, що Пол і Роксі вже вирушили до лабіринтового міста Рапа на континенті Бегарітт, щоб знайти Зеніт. Тим часом Рудеус вирішує залишитися на півночі до кінця зими, перш ніж самому вирушити до Рапи; він швидко дізнається про розпусну поведінку Еліналіз. Згодом Рудеус отримує листа від Ранойського університету магії із запрошенням вступити як «спеціальний студент» через його останні подвиги. Рудеус зацікавлений, але схиляється спочатку знайти Зеніт. Тієї ночі Рудеус знову зустрічає Людину-Бога уві сні, і Людина-Бог радить йому вступити до університету та розслідувати там телепортаційну катастрофу, обіцяючи, що це вилікує його еректильну дисфункцію. Це переконує Рудеуса прийняти запрошення університету, і разом з Еліналіз він вирушає до Королівства Раноа, де Сильфієтта, Аріель, Люк, Кліфф та Заноба є студентами того ж університету, до якого він збирається вступити. |    | |                                                                      |                 |                         |                 |
| 29 | 5  | «Університет магії Раноа» Транслітерація: «Ranoa Mahō Daigaku» (яп. ラノア魔法大学)                                      | Комарі Камікіта                                                      | Кохей Урушібара | Хун Чжи Сун             | 7 серпня 2023   |
| Рудеус прибуває до університету, де його здатність безмовно чаклувати перевіряють у навчальному поєдинку проти іншого безмовного чаклуна, хлопчика на ім'я Фіц, який, невідомо для Рудеуса, є замаскованою Сильфієттою. Рудеус легко перемагає Фіца і його приймають до університету разом з Еліналіз. Після промови президента студентської ради Аріель Рудеус йде на свій перший урок. Там він знову зустрічає Занобу та знайомиться зі своїми однокласниками: донькою Ґіза Лінією Дедолдією, звіролюдкою Пурсеною та самопроголошеним магічним генієм Кліффом Грімуаром, який каже, що знає Рудеуса через Еріс. Він також дізнається, що Фіц навчається в його класі, але рідко відвідує заняття. Після короткої зустрічі з Фіцом Рудеус знайомиться з Люком, який виявляється його кузеном, також Грейратом. Пізніше, коли Рудеус повертається до гуртожитку, Фіц випадково кидає з вікна вище трусики Аріель; коли Рудеус їх ловить, студентки сердито накидаються на нього, звинувачуючи у крадіжці. Старший відповідальний за безпеку гуртожитку намагається його покарати, але з'являється Фіц і захищає Рудеуса, змушуючи натовп відступити, погрожуючи насильством і травмами. Фіц вибачається за неприємності, в які потрапив Рудеус, але Рудеус дякує Фіцу за допомогу, і Фіц вирішує пожартувати над Рудеусом, не розкриваючи своєї справжньої особистості. |    | |                                                                      |                 |                         |                 |
| 30 | 6  | «Я не хочу вмирати» Транслітерація: «Shinitakunai» (яп. 死にたくない)                                                    | Аюму Івано                                                           | Ацуші Такаяма   | Айя Танака              | 14 серпня 2023  |
| Рудеус починає звикати до університетського життя, вивчаючи магію, в якій йому бракує досвіду, а також досліджуючи причини телепортаційної катастрофи разом з Фіцом. Однак Рудеус починає усвідомлювати, що, можливо, закохується у Фіца, що дуже його бентежить, оскільки він все ще вважає Фіца хлопцем. Тим часом він також намагається навчити Занобу створювати власні скульптури, але власна недостатність магічних здібностей і надлюдська сила заважають йому ліпити. Фіц пропонує Занобі купити раба, який зможе створювати для нього скульптури. Рудеус, Фіц та Заноба вирушають на місцевий невільничий ринок і купують молоду дівчинку-гнома, яку називають Джулі. Після цього Рудеус починає навчати Джулі магії та загальних навичок, поки вона служить Занобі. |    | |                                                                      |                 |                         |                 |
| 31 | 7  | «Викрадення та ув'язнення дівчат-звірів» Транслітерація: «Kemonozoku Reijō Rachikankin Jiken» (яп. 獣族令嬢拉致監禁事件) | Рьосуке Сібуя                                                        | Тошія Оно       | N/A                     | 21 серпня 2023  |
| Звикаючи до шкільного життя з Рудеусом, який знову з'явився в її житті, Сильфієтта починає усвідомлювати, що відчуває до нього романтичні почуття. Через місяць після того, як Заноба купив Джулі, Рудеус зміг навчити її базової магії, а також чаклувати без заклинань. Проте, коли Заноба показує Джулі скульптуру Руджерда, зроблену Рудеусом, Рудеус запитує про скульптуру Роксі, яку він також створив. Заноба змушений зізнатися, що на першому курсі він програв дуель Лінії та Пурсені, які знищили скульптуру. Розлючений цією зневагою до Роксі, Рудеус перемагає Лінію та Пурсену в бою та замикає їх у своїй кімнаті, але залишає зв'язаними так довго, що вони мочаться, змушуючи його прибирати за ними. Потім він радиться з Фіцом щодо найкращого способу покарати їх, не викликаючи образи, і Фіц пропонує розіграти звіролюдок, змусивши їх носити сором'язливі розмальовки на обличчі протягом одного дня. Лінія та Пурсена йдуть, відчуваючи неохоче повагу до Рудеуса, дізнавшись, що він тренувався під керівництвом Гіслейни, а Рудеус проводить деякий час наодинці з Фіцом. Фіц думає зняти сонцезахисні окуляри, щоб показати Рудеусу своє обличчя, але передумує. |    | |                                                                      |                 |                         |                 |
| 32 | 8  | «Наречений відчаю» Транслітерація: «Zetsubō no Konyakusha» (яп. 絶望の婚約者)                                            | Ясухіко Акіяма Томохіко Іто                                          | Кохей Урушібара | N/A                     | 28 серпня 2023  |
| Одного дня Кліфф підходить до Рудеуса і просить познайомити його з Еліналіз, в яку він закохався. Рудеус погоджується, але Еліналіз наодинці нагадує йому, що прокляття, яке змушує її спати з чоловіками, не буде знято, якщо вона буде віддана одному партнеру. Рудеус радить їй відмовити Кліффу, але наступного дня він шокований, побачивши, що вони обоє перебувають у справжніх стосунках, і Кліфф обіцяє знайти спосіб зняти прокляття. Пізніше звіролюди університету починають викликати Рудеуса на поєдинок за право одружитися з Лінією та Пурсеною, оскільки ті ввели їх в оману, сказавши, що він їхній ватажок зграї. Проте всіх звіролюдей перемагає Король Демонів Бадігаді, наречений Кішіріки, який викликає Рудеуса на дуель, почувши похвалу Кішіріки на його адресу. Рудеус виграє дуель, поранивши Бадігаді своєю першою атакою, що переконує короля демонів здатися. Коли настає зима, Рудеус та його однокласники здивовані, дізнавшись, що Бадігаді вступив до університету і приєднався до їхнього класу. |    | |                                                                      |                 |                         |                 |
| 33 | 9  | «Біла маска» Транслітерація: «Shiroi Kamen» (яп. 白い仮面)                                                               | Кенто Шінтані Хірокі Хірано                                          | Ацуші Такаяма   | Айя Танака              | 4 вересня 2023  |
| Фіц хоче розкрити Рудеусу свою справжню особистість, але боїться, що він міг її забути. Підбадьорена схваленням Аріель, вона наважується. Тим часом Рудеус продовжує вивчати телепортацію і бачить багато схожостей з магією призову. Фіц пропонує Рудеусу проконсультуватися зі спеціалістом з призову, Безмовною Семизіркою, але шокований, виявивши, що це Нанахоші, і непритомніє, переживаючи травму своєї смерті від рук Орстеда. Фіц приводить Рудеуса до тями, і Нанахоші показує Рудеусу два японських імені, Шінохара Акіто та Курокі Сатоші, і питає, чи належить йому якесь із цих імен. Рудеус не впізнає імен і усвідомлює, що Нанахоші — людина з його попереднього світу. Нанахоші знімає маску і офіційно представляється як Нанахоші Шізука, і Рудеус зауважує, що вона схожа на старшокласницю, яку він загинув, намагаючись врятувати. Однак Нанахоші хоче знайти спосіб повернутися до їхнього світу, а Рудеус хоче залишитися. Вона пояснює, що на відміну від Рудеуса, який переродився дитиною, її п'ять років тому призвали до цього фентезійного світу такою, якою вона є зараз, хоча вона з того часу не постаріла. Орстед знайшов її і взяв під свою опіку, і вона з того часу вивчає магію призову, хоча їй бракує запасу мани і вона не може чаклувати самостійно. Вона укладає угоду з Рудеусом, за якою він використовуватиме свою ману для допомоги в її експериментах в обмін на її знання про телепортацію. Вона також пояснює, що масова телепортаційна катастрофа, можливо, була побічним ефектом заклинання, яке призвало її до цього фентезійного світу. На зворотньому шляху Фіц рада почути, що Рудеус не має романтичних почуттів до Нанахоші. |    | |                                                                      |                 |                         |                 |
| 34 | 10 | «Ці почуття» Транслітерація: «Kono Kimochi» (яп. この気持ち)                                                             | Такахіро Хірата                                                      | Тошія Оно       | Хун Чжи Сун             | 11 вересня 2023 |
| Фіц продовжує ревнувати, що Рудеус проводить більшість свого часу, допомагаючи в експериментах Нанахоші, але все ще занадто боїться розкрити йому свою особистість. Через рік після вступу до університету Рудеус помічає, що інші студенти захоплюються ним завдяки репутації, яку він здобув, перемігши Фіца, Лінію, Пурсену та Бадігаді, 1 але відхиляє пропозиції взяти на себе керівну роль. Пізніше він отримує запрошення від Солдата на зустріч клану. Після зустрічі він розлучається з Еліналіз та Кліффом, які планують зайнятися пригодами, щоб Кліфф набрався досвіду. Після чергової зустрічі з Фіцом у місті та бібліотеці Рудеус усвідомлює, що відчуває до Фіца романтичні почуття, і починає сумніватися, що Фіц — чоловік. Під час ще однієї зустрічі в бібліотеці Фіц випадково падає на Рудеуса, і він підтверджує, що вона насправді жінка. Фіц тікає в збентеженні, а Рудеус усвідомлює, що на мить відчув ерекцію. Знаючи справжню стать Фіц і те, що вона має ключ до лікування його імпотенції, Рудеус вирішує почати з нею стосунки. |    | |                                                                      |                 |                         |                 |
| 35 | 11 | «Тобі» Транслітерація: «Anata e» (яп. あなたへ)                                                                          | Саяка Цудзі Комарі Камікіта                                          | Ацуші Такаяма   | Айя Танака              | 18 вересня 2023 |
| Тепер, коли Рудеус знає секрет Фіц, Аріель наполягає, щоб вона розкрила йому свою справжню особистість. Однак Фіц все ще не впевнена, чи пам'ятає її Рудеус як Сильфієтту, тому Аріель та Люк розробляють план, щоб допомогти Рудеусу відновити пам'ять. Пізніше Фіц запрошує Рудеуса піти з нею за рідкісною квіткою глибоко в ліс, попри середину зими. Рудеус погоджується, і вони вирушають до лісу. Потім Фіц таємно накладає заклинання, щоб пішов дощ, промочивши її та Рудеуса до нитки, перш ніж вони встигають дістатися до печери. Рудеус знімає мокрий одяг, щоб уникнути переохолодження, і радить Фіц зробити те ж саме, але Фіц наполягає, щоб Рудеус роздягнув її. Рудеус виконує її прохання і впізнає в ній Сильфієтту, що дуже її полегшує. Тепер, належним чином возз'єднавшись з Рудеусом, Сильфієтта зізнається, що закохалася в нього. |    | |                                                                      |                 |                         |                 |
| 36 | 12 | «Я хочу тобі сказати» Транслітерація: «Tsutaetai» (яп. 伝えたい)                                                         | Йошіцугу Кімура & Томоакі Такацудо Рьосуке Сібуя                     | Тошія Оно       | Хун Чжи Сун             | 25 вересня 2023 |
| Рудеус зізнається, що теж кохає Сильфієтту, але на його розчарування, він не може кохатися з нею, оскільки його імпотенція ще не повністю вилікувана. Сильфієтта звітує Аріель та Люку, і Люк погоджується допомогти Сильфієтті знайти ліки від імпотенції Рудеуса, співчуваючи йому. Люк дарує Сильфієтті рідкісний і потужний афродизіак, який повинен протидіяти імпотенції Рудеуса, а Аріель дає кілька порад щодо того, як його спокусити. Сильфієтта зустрічається з Рудеусом пізніше тієї ж ночі, і вони обоє випивають афродизіак, що допомагає їм кохатися. Наступного ранку, усвідомивши, що Сильфієтта не покинула його, Рудеус переживає емоційний катарсис, долає травму, спричинену від'їздом Еріс, і виліковується від імпотенції. Потім Рудеус дякує Аріель за її допомогу, присягаючи їй у вірності, а потім просить руки Сильфієтти, і вона погоджується. Аріель звільняє Сильфієтту від її зобов'язання маскуватися під Фіца і приймає Рудеуса до свого найближчого оточення. Сильфієтта дякує Аріель та Люку за все, що вони для неї зробили. |    | |                                                                      |                 |                         |                 |
| Частина 2 |    | |                                                                      |                 |                         |                 |
| 37 | 13 | «Дім моєї мрії» Транслітерація: «Yume no Mai Hōmu» (яп. 夢のマイホーム)                                                  | Такаші Мізузоно Аюму Івано                                           | Кохей Урушібара | Сінобу Ікакко           | 8 квітня 2024   |
| Заручившись із Сильфієттою, Рудеус замислюється про шлюб, але мало уявляє, як це відбувається у фентезійному світі. Порадившись із Занобою та Кліффом, Рудеус вирішує, що першим кроком буде купівля будинку. Він зупиняє свій вибір на закинутому особняку, який може придбати за дуже низькою ціною, але той має погану репутацію через нібито привидів та загадкові вбивства колишніх мешканців ночами. Рудеус, Заноба та Кліфф вирушають до особняка, щоб розібратися з привидами, і виявляють, що в особняку мешкає рухома лялька, яку таємно створив попередній мешканець. Зачарований рухомою лялькою, Заноба зголошується досліджувати її в надії скопіювати. Потім Рудеус показує Сильфієтті відремонтований особняк і офіційно пропонує їй одружитися, на що вона погоджується. |    | |                                                                      |                 |                         |                 |
| 38 | 14 | «Весільний банкет» Транслітерація: «Hirōen» (яп. 披露宴)                                                                 | Юі Канбе Томохіко Іто                                                | Ацуші Такаяма   | Хун Чжи Сун             | 15 квітня 2024  |
| Рудеус та Сильфієтта вирішують організувати традиційне весільне святкування та запрошують усіх своїх друзів та однокласників, включаючи принцесу Аріель та Нанахоші. У день святкування Сильфієтта нарешті розкриває всім свою справжню особистість. Наприкінці святкування, коли всі благословляють Рудеуса та Сильфієтту, Еліналіз раптом зривається і починає плакати. Тоді Сильфієтта запитує Еліналіз, чи не є вона її бабусею, оскільки чула історії, що її бабуся була однією зі супутників Пола. Еліналіз підтверджує це і зізнається, що приховувала свою спорідненість зі страху, що її прокляття та репутація можуть завдати шкоди її нащадкам. Аріель просить Рудеуса побитися на дуелі з Люком, щоб перевірити, чи гідний він бути чоловіком Сильфієтти. Рудеус легко перемагає Люка, і Аріель просить його переконати Сильфієтту не допомагати їй у боротьбі за трон Асури, щоб вона могла зосередитися на своїй родині. Побачивши, як Еліналіз мириться з Сильфієттою, Кліфф ще більше надихається зняти її прокляття і просить допомоги Рудеуса, на що той погоджується. Після того, як усі гості розходяться, Рудеус та Сильфієтта офіційно починають своє подружнє життя. |    | |                                                                      |                 |                         |                 |
| 39 | 15 | «Далеко» Транслітерація: «Haruka» (яп. 遥か)                                                                             | Томоакі Такацудо Шінсаку Сасакі                                      | Тошія Оно       | Хун Чжи Сун             | 22 квітня 2024  |
| Рудеус отримує листа від Пола, в якому той повідомляє, що він та його група збираються вирушити на континент Бегарітт на пошуки Зеніт. Проте, оскільки Бегарітт такий же небезпечний, як і Континент Демонів, Пол вирішив відправити Айшу та Норн жити з Рудеусом на час своєї відсутності. Тим часом останній експеримент Нанахоші з телепортації закінчується невдачею, що викликає у неї нервовий зрив і кататонічний стан. Усвідомлюючи, що Нанахоші перевтомилася і впала в той самий відчай, який колись пережив він сам, Рудеус вирішує прийняти її у себе вдома, доки вона не одужає. Потім Рудеус скликає своїх однокласників, щоб разом розібратися з несправним магічним колом Нанахоші. Заноба пропонує використовувати складні кола, кілька магічних кіл, накладених одне на одне, чого він навчився, вивчаючи ляльку. Дізнавшись про цей новий метод, Нанахоші знову надихається і працює з Рудеусом та його однокласниками над переробкою кола. Під час наступного випробування магічне коло успішно прикликає пластикову пляшку з сучасного світу, що дає Нанахоші надію повернутися до свого світу. Після цього Нанахоші відвідує вечірку з рештою класу, і Рудеус зауважує, що вона набагато щасливіша тепер, коли може покладатися на допомогу своїх однокласників. Повернувшись додому, Рудеус знаходить Айшу та Норн, які чекають на нього у супроводі Руджерда. |    | |                                                                      |                 |                         |                 |
| 40 | 16 | «Норн та Айша» Транслітерація: «Norun to Aisha» (яп. ノルンとアイシャ)                                                   | Саяка Цудзі Томохіко Іто                                             | Кохей Урушібара | Кота Сера               | 29 квітня 2024  |
| Після зустрічі з Рудеусом і короткої сутички з Бадігаді, Руджерд прощається, натякнувши Рудеусу, що Еріс, ймовірно, не змогла належним чином висловити йому свої почуття. Айша рада бачити Рудеуса, але Норн залишається настороженою після його бійки з Полом у Міллісі й відчуває себе ізольованою без Пола чи Руджерда поруч. Потім Рудеус читає ще одного листа від Пола з проханням зарахувати Айшу та Норн до університету. Айша наполягає на тому, щоб займатися всією домашньою роботою в особняку, і Рудеус погоджується, коли вона складає вступний іспит до університету з ідеальними балами. Норн має оцінки нижче середнього і пропонує жити в окремому гуртожитку, що дуже засмучує Айшу. Рудеус неохоче дозволяє Норн жити в гуртожитку в надії, що вона знайде друзів, але через місяць після її зарахування він бачить, що вона все ще ізольована від однокласників. Потім Рудеус змушений розбиратися з Лінією та Пурсеною, які крадуть жіночу білизну, намагаючись його підбадьорити, і пояснювати ситуацію Аріель. Тим часом Норн починає замикатися у своїй кімнаті та пропускати заняття. |    | |                                                                      |                 |                         |                 |
| 41 | 17 | «Почуття мого старшого брата» Транслітерація: «Aniki no Kimochi» (яп. 兄貴の気持ち)                                      | Юі Канбе Томохіко Іто                                                | Наото Танючі    | Кота Сера               | 6 травня 2024   |
| Дізнавшись про ситуацію Норн, Рудеус влаштовує розмову з її класом, вважаючи, що вони її цькують. Проте, поспілкувавшись з ними, Рудеус розуміє, що проблема в тому, що Норн не любить, коли її порівнюють з ним, що її однокласники ненавмисно робили. Сильфієтта, Лінія та Пурсена допомагають Рудеусу проникнути до жіночого гуртожитку, щоб він міг особисто поговорити з Норн. Увійшовши до кімнати Норн, Рудеус згадує, як був затворником у минулому житті та як його старший брат намагався йому допомогти. Тим часом Норн розмірковує про свій глибоко вкорінений страх бути відкинутою Рудеусом, а також про те, як її однокласники та вчителі постійно порівнюють її з ним. Зрештою вона згадує поради Пола та Руджерда довіряти Рудеусу і розуміє, що він щиро хвилюється за неї. Рудеус каже Норн, що він поруч і вислухає будь-які її проблеми. Після цього Норн нарешті відкривається Рудеусу і приймає його як свого брата. Згодом Рудеус та Сильфієтта раді бачити, що настрій Норн значно покращився і вона знову відвідує заняття, а Рудеус вражений тим, що Норн змогла досягти того, чого він не зміг у своєму минулому житті. Потім він думає попросити Нанахоші передати повідомлення до їхнього старого світу, щоб вибачитися перед своїм старшим братом і подякувати йому. |    | |                                                                      |                 |                         |                 |
| 42 | 18 | «Поворотний момент 3» Транслітерація: «Tāningu Pointo San» (яп. ターニングポイント３)                                    | Саяка Цудзі Томохіко Іто                                             | Тошія Оно       | Сінобу Ікакко           | 13 травня 2024  |
| Протягом наступних кількох місяців Рудеус проводить час із Сильфієттою та своїми сестрами, пише книгу про Руджерда, допомагає Нанахоші в її експериментах, допомагає Кліффу розробити пристрій для протидії прокляттю Еліналіз та спостерігає за тим, як Заноба вдосконалює свою майстерність скульптора. Одного дня Сильфієтта повідомляє Рудеусу, що вагітна, і він переповнюється емоціями від думки про те, що стане батьком. Однак пізніше Рудеус отримує листа від Ґіза, в якому той повідомляє, що місія з порятунку Зеніт виявилася складнішою, ніж очікувалося, і йому потрібна допомога. Тоді до Рудеуса звертається Людина-Бог і нагадує йому не їхати до Бегарітту, попереджаючи, що подорож туди й назад займе щонайменше два роки, а це означає, що йому доведеться залишити Сильфієтту саму і пропустити народження дитини. Людина-Бог також радить Рудеусу мати стосунки з Лінією чи Пурсеною під час наступного шлюбного сезону. Попри поради Людини-Бога, Рудеус не може вирішити, чи їхати допомагати Полові, чи залишитися. Раптом Норн намагається самостійно вирушити до Бегарітту, коли Рудеус відмовляється, а потім протистоїть йому щодо цього питання, усвідомлюючи, що він єдиний, хто достатньо сильний, щоб здійснити подорож до Бегарітту. Зрозумівши її правоту, Рудеус вирішує вирушити, щоб допомогти Полові врятувати Зеніт. |    | |                                                                      |                 |                         |                 |
| 43 | 19 | «Пустельна подорож» Транслітерація: «Sabaku no Tabi» (яп. 砂漠の旅)                                                      | Томоакі Такацудо                                                     | Кохей Урушібара | Хун Чжи Сун             | 27 травня 2024  |
| Рудеус повідомляє Еліналіз про своє рішення, і вона погоджується супроводжувати його до Бегарітту, хоча подорож туди й назад займає щонайменше 16 місяців. Потім Рудеус повідомляє про свій від'їзд Нанахоші, і вона розкриває місцезнаходження секретного телепортаційного кола неподалік, яке може миттєво перенести його до Бегарітту і назад, скоротивши подорож до одного місяця. Рудеус повідомляє своїй родині про від'їзд, і попри застереження Сильфієтти щодо використання телепортації, Рудеус запевняє її, що повернеться до народження їхньої дитини. Завершивши приготування, Рудеус та Еліналіз вирушають до Бегарітту, а Кліфф освідчується Еліналіз і обіцяє одружитися з нею після її повернення. Вони використовують телепортаційне коло, щоб перенестися до пустелі в Бегарітті, і продовжують подорожувати пішки. Перемігши кількох монстрів на шляху, Рудеус та Еліналіз прибувають до міста Рапан, щоб зустрітися з Полом та іншими. |    | |                                                                      |                 |                         |                 |
| 44 | 20 | «У лабіринт» Транслітерація: «Meikyūiri» (яп. 迷宮入り)                                                                  | Хірокі Нагасіма & Масамі Кашімама Аюму Івано                         | Ацуші Такаяма   | Кота Сера               | 3 червня 2024   |
| У Рапані Рудеус та Еліналіз швидко зустрічають Ґіза, який погоджується відвести їх до Пола. Пол шокований швидким прибуттям Рудеуса та Еліналіз до Рапану та мириться з Еліналіз через інцидент у їхньому минулому. Потім він пояснює, що Зеніт зникла у сусідньому, дуже небезпечному лабіринті. Попри численні експедиції, група Пола не змогла її знайти, а Роксі зникла, випадково потрапивши в телепортаційну пастку. Дізнавшись, що лабіринт є горезвісним Телепортаційним Лабіринтом, Рудеус показує книгу, яку він позичив в університеті для вивчення магії телепортації, де детально описано минуле дослідження лабіринту. Ґіз підтверджує, що інформація правдива і може привести їх до Зеніт. Потім Рудеус проводить ніч, спілкуючись з Полом, розповідаючи про свій шлюб з Сильфієттою та її вагітність. Наступного дня Рудеус, Еліналіз, Пол, Ґіз та Талханд входять до Телепортаційного Лабіринту. Завдяки інформації з книги група швидко дістається третього ярусу. Там Рудеус виявляє сліди присутності Роксі та встигає врятувати її від орди монстрів. |    | |                                                                      |                 |                         |                 |
| 45 | 21 | «Магічні кола шостого рівня» Транслітерація: «Dai Roku Kaisō no Mahō-jin» (яп. 第六階層の魔法陣)                         | Саяка Цудзі & Рьосуке Сібуя Акіра Нішіморі & Ясуакі Фуджі            | Ацуші Такаяма   | Кота Сера & Хун Чжи Сун | 10 червня 2024  |
| Рудеус щасливий возз'єднанню з Роксі, але засмучений, коли вона спочатку не впізнає його через довгу розлуку. Група повертається до міста, щоб дати Роксі відпочити кілька днів, готуючись до наступної експедиції. Рудеус та Роксі проводять час разом, але Рудеус утримується від розповіді про свій шлюб із Сильфієттою та про свою дитину. Тим часом Роксі, схоже, закохалася в Рудеуса, і він обіцяє колись у майбутньому дослідити з нею легший лабіринт. Після одужання Роксі група повертається до лабіринту і просувається аж до п'ятого ярусу, до останньої кімнати, описаної в книзі. Коли група оглядає кімнату, Пол використовує свої два мечі як аналогію, щоб дати Рудеусу пораду щодо стосунків із Сильфієттою та Роксі, помітивши закоханість Роксі в Рудеуса. Розмірковуючи, як діяти далі, Рудеус здогадується, що кімната схожа на ті, що були в руїнах, які він та Еліналіз використовували для телепортації до Бегарітту, і знаходить таємні сходи, які дозволяють їм просунутися на шостий ярус у пошуках Зеніт. |    | |                                                                      |                 |                         |                 |
| 46 | 22 | «Батьки» Транслітерація: «Oya» (яп. 親)                                                                                  | Q Kawa & Ясухіко Акіяма Хіроші Сірай                                 | Кохей Урушібара | Сінобу Ікакко           | 17 червня 2024  |
| Прибувши на шостий ярус, група шокована, побачивши, що охоронцем лабіринту є гідра, яка охороняє кристал із запечатаною в ньому Зеніт. Пол впадає в лють, побачивши Зеніт, і нападає на гідру, але вона відбиває магію і миттєво відрощує голови, скільки б Пол їх не відрубував. Бачачи, що їхні атаки неефективні, група відступає на п'ятий ярус, щоб перегрупуватися. Пол спочатку сердиться через те, що знову залишили Зеніт, але група наголошує на необхідності плану. Роксі розповідає, що читала про цю особливу гідру, Манатитову Гідру, яка поглинає ману, тому її можна поранити лише магічними атаками впритул. Рудеус згадує давньогрецькі міфи про гідру і пропонує протидіяти її регенерації вогнем. Зі складеним планом група знову атакує гідру і зрештою вбиває її. Однак під час битви Рудеус втрачає ліву руку, а Пол гине, захищаючи Рудеуса від однієї з атак гідри. Засмучена смертю Пола, група кремує його тіло і повертається до міста з непритомною Зеніт. Через чотири дні Зеніт нарешті прокидається від коми, але Рудеус та Лілія шоковані, побачивши, що Зеніт, очевидно, отримала ушкодження мозку. |    | |                                                                      |                 |                         |                 |
| 47 | 23 | «Йдемо додому» Транслітерація: «Kaerou» (яп. 帰ろう)                                                                     | Орекі Джьоґоро Тору Харумізу                                         | Кохей Урушібара | Хун Чжи Сун             | 24 червня 2024  |
| Пригнічений смертю Пола, Рудеус згадує своїх батьків з минулого життя і шкодує, що не віддав їм належної шани, коли вони померли. Тоді до його кімнати приходить Роксі, щоб втішити Рудеуса, і проводить ніч, займаючись з ним сексом. Наступного дня Лілія повідомляє Рудеусу, що, за словами Еліналіз, Зеніт втратила пам'ять і навряд чи коли-небудь повністю одужає. Попри це, Лілія запевняє Рудеуса, що вона подбає про Зеніт замість Пола, тому йому слід зосередитися на власній родині. Група вирушає з Рапану до будинку Рудеуса, взявши з собою Лілію та Зеніт. Під час подорожі Рудеус зізнається Роксі, що він одружений і не впевнений, чи відповідає на її почуття, але Роксі розповідає, що Еліналіз її вже поінформувала, і зізнається, що закохалася в нього, коли він врятував її в лабіринті. Однак, не бажаючи втручатися у шлюб Рудеуса з Сильфієттою, Роксі готова поховати свої почуття і рухатися далі. Усвідомлюючи, що він насправді кохає Роксі так само сильно, як і Сильфієтту, Рудеус розривається між ними і не знає, що робити, доки Еліналіз не переконує його взяти Роксі за другу дружину, оскільки Пол зміг підтримувати стосунки як із Зеніт, так і з Лілією. Рудеус просить Роксі вийти за нього заміж, але вона каже, що відповість йому лише після того, як він спочатку попросить дозволу у Сильфієтти. Спостерігаючи за сходом сонця, Рудеус розмірковує, що він не такий вже й інший від Пола. |    | |                                                                      |                 |                         |                 |
| 48 | 24 | «Спадкоємність» Транслітерація: «Tsugu» (яп. 嗣ぐ)                                                                       | Томоакі Такацудо, Хірокі Нагасіма & Рьосуке Сібуя Mie Оіші           | Наото Танючі    | Кота Сера & Хун Чжи Сун | 1 липня 2024    |
| Рудеус нарешті повертається додому і, стурбований словами Людини-Бога, шукає Сильфієтту та інших, відчуваючи полегшення, переконавшись, що вони в безпеці. Після повернення Норн додому Рудеус розповідає решті родини про смерть Пола та запрошує Лілію та Зеніт жити з ними. Рудеус зізнається Сильфієтті у своїх стосунках з Роксі та просить її дозволу одружитися і з нею. Норн докоряє Рудеусу за невірність дружині, але Сильфієтта, знаючи давнє захоплення Рудеуса Роксі, приймає його прохання та вітає її як свою другу дружину, нагадуючи Норн, що вона також прийняла те, що Пол мав двох дружин. Роксі вирішує не виходити заміж за Рудеуса до народження дитини Сильфієтти. Через місяць Сильфієтта народжує доньку Рудеуса, Люсі Грейрат. Одружившись з Роксі, Рудеус відвідує могилу Пола і дякує батькові за все, що той для нього зробив, обіцяючи наглядати за родиною Грейратів замість нього і сповнений рішучості виконати свою обіцянку прожити життя без жалю. |    | |                                                                      |                 |                         |                 |

## OVA
| № серії | Назва серії                                                                                   | Режисер(и)                                                                                     | Сценарист(и)                     | Режисер(и) анімації     | Оригінальна дата показу |
| --- | --------------------------------------------------------------------------------------------- | ---------------------------------------------------------------------------------------------- | -------------------------------- | ----------------------- | ----------------------- |
| 1 | «Еріс, вбивця гоблінів» Транслітерація: «Erisu no Goburin Tōbatsu» (яп. エリスのゴブリン討伐) | Фуміакі Катаока, Йошінобу Токумото та Кай Хасако Сторіборди: Фуміакі Катаока та Кацуя Шигехара | Шигеказу Кондо та Манабу Окамото | Кō Айне та Йошико Сайто | 16 березня 2022         |
| Еріс береться за завдання з винищення гоблінів і бачить, як хвалькуватий молодий маг Кліфф Грімуар потрапляє в біду. Еріс рятує його, але коли він називає її потворною, вона його б'є. Еріс неохоче погоджується створити групу з Кліффом на його прохання, але лютує, коли Кліфф спалює гоблінів до попелу, не залишивши доказів виконання завдання. Незабаром вони губляться в лісі. Ставши свідком нападу вбивць на маленьку дівчинку та її охоронницю Терезу, Еріс вбиває вбивць і каже Терезі, що вона Руджерд Суперд. Коли вони йдуть, один із вцілілих вбивць впізнає в Кліффі Майстра Кліффа і дивується, чому він з Храмовим Лицарем. Руджерд допитує вбивцю перед його смертю і дізнається, що вони є союзниками Папи, який підтримує співіснування між людьми та демонами, тоді як Храмові Лицарі та їхній лідер, Архієпископ, ні. Коли вони повертаються до міста, Кліфф просить Еріс вийти за нього заміж, стверджуючи, що він повинен бути вражаючішим за Рудеуса, але коли він бачить обличчя Еріс, коли вона думає про Рудеуса, він розуміє, що не має шансів проти її почуттів до Рудеуса, і йде додому засмучений, де виявляється, що мертві вбивці насправді були його вчителями. Еріс повертається до Рудеуса і знаходить його засмученим після сварки з Полом. Кліфф сидить у своїй кімнаті, думаючи про Рудеуса. Ця OVA відбувається під час 16 епізоду серіалу під назвою «Сімейна сварка», але зосереджується на Еріс, а не на Рудеусі. |                                                                                               |                                                                                                |                                  |                         |                         |